# Estherteppich
Der Estherteppich ist ein Gobelin eines unbekannten Künstlers, der um 1560 entstanden ist. Die verarbeiteten Materialien sind Leinen, Wolle, Seide und Metallfäden. Er befindet sich seit 2005 in der Dauerausstellung des Pommerschen Landesmuseums und stammt aus der Kustodie der Universität Greifswald.

## Bildinhalte

### Bildthema
Der Wandteppich bildet Szenen aus dem alttestamentlichen Buch Esther ab, laut welchem die jüdische Frau Esther Königin von Persien wird und ihr Leben riskiert, um ihr Volk vor einem, vom Regierungsbeamten Haman geplanten, Genozid zu bewahren.

### Bildbeschreibung
Auffällig bei der Darstellung aller Personen ist, dass sie in ihrer Erscheinung dem Entstehungsraum und auch der Entstehungszeit angepasst wurden. Die Gewandung erinnert eher an den mittelalterlich westlichen und christlichen Hof.
Das Innenfeld des Teppichs ist in drei Abschnitte unterteilt. Im oberen Feld sind zwei Szenen dargestellt, die optisch zunächst nicht voneinander abgegrenzt sind. Der Chronologie zufolge sind sie von rechts nach links zu lesen. In der rechten Hälfte ist Mordechai, der Ziehvater Esthers, zu sehen, welcher den König Xerxes vor einem Anschlag auf die Juden warnt. Die Warnung wird durch die dargestellte Gestik der ausgestreckten Hände klar, mit der er bestimmt auf den König weist. Xerxes geht vor ihm in die Knie. Die Arme hält er vor der Brust überkreuzt, wodurch sein Zepter zu Boden fällt.
Im linken Teil des oberen Abschnitts ist eine weitere abgeschlossene Szene zu erkennen. In dieser wird Haman, der Verräter, der das jüdische Volk töten will, von König Xerxes zum Tode verurteilt. Esther steht rechts daneben und zeigt anschuldigend auf Haman. Sie ist dem Geschehen zugewandt und durch eine Krone zu erkennen. Hinter Haman steht eine Person, die die Hände an Hamans Kopf hat, um diesen zu scheren, da ihn die Todesstrafe erwartet. Die linke und rechte Szene sind durch einen gemeinsamen Hintergrund verbunden. Dieser zeigt eine Landschaft mit Gebäuden.
In dem mittleren und größten Bereich kniet die gekrönte Esther vor König Xerxes und bittet um Gnade für ihr Volk. Der König sitzt rechts von ihr mit überkreuzten Beinen auf dem Thron. Im Hintergrund befinden sich elf Personen, die bis auf eine nicht näher identifiziert werden können. Der Mann, der zwischen Esther und Xerxes zu sehen ist, könnte Haman sein, aufgrund des ähnlichen Aussehens und der Platzierung zwischen den Hauptpersonen.
Die Szene trägt sich in einem Gebäude zu, was anhand der Architektur im Hintergrund zu erkennen ist. Es sind mehrere verzierte Säulen und Säulenbögen sowie Fenster zu sehen. Über Esther am oberen Rand der Szene befindet sich eine tabula ansata mit einer gestickten Inschrift, die auf „Ester 3 “ hinweist. Dieses Kapitel steht nicht in direkter Verbindung zu der hier dargestellten Audienzszene. In der beschriebenen Stelle handelt es sich um Hamans Dekret und die Hintergründe seines Plans.
Im unteren Bereich befinden sich zwei Felder, die durch Säulen und flache Bögen voneinander getrennt sind. In diesen Feldern befinden sich zwei Vollwappen, die jeweils von einem Paar gehalten werden. Das linke Feld weist einen blauen Hintergrund mit floralem Muster auf. Das Wappen zeigt eine Windmühle. Das Wappen auf der rechten Seite ist vor einem roten Hintergrund dargestellt. Auf diesem ist eine Frau in einem Kleid zu sehen. Sie hält einen goldenen Strauß in der Hand. Zwischen den beiden Wappen ist das Bildmotiv des Einhorns abgebildet, das sich in den Schoß einer Jungfrau legt. Die drei Felder mit dem Geschehen sind umgeben von einer Bordüre mit Blättern, Blüten und Früchten.

## Objektgeschichte

### Entstehungshintergrund
Den Wappen zufolge entstand der Estherteppich anlässlich der Hochzeit des Stralsunder Patriziers Jürgen Möller, Sohn des Ratsherrn Roloff Möller, und der namentlich unbekannten Tochter der Greifswalder Patrizier Johann Völschow und Anna Stevelin. Das Wappen ihrer Familie befindet sich unten rechts auf dem Teppich, das Familienwappen des Bräutigams unten links.
Einem Eintrag im Stralsunder Stadtbuch vom 22. Januar 1552 zufolge hat Roloff Möller an diesem Tag einen Brautschatz von Johann Völschow erhalten. Dieser bestand aus unter anderem 1000 Gulden, Schmuck, Kleidung und dem Hochzeitsmahl. Der Teppich wird nicht mit aufgeführt, allerdings lässt sich aus dieser Aufzeichnung schließen, dass die Hochzeit vermutlich 1551/1552 stattgefunden hat. Somit wird auch der Teppich vor 1560 gefertigt worden sein.
Der Wirker, der mit der Herstellung des Teppichs beauftragt wurde, ist nicht bekannt. An der deutschen Ostseeküste waren Wismar, Lübeck und Stettin Hauptorte der niederdeutschen Bildwirkerei. Die teilweise aus den Niederlanden und Frankreich zugewanderten Künstler zogen umher, allerdings waren die freien Ateliers eng miteinander verbunden. Die Zuschreibung zu einem Wirker bzw. einer Werkstatt gestaltet sich deshalb schwierig. Der niederdeutsche Stil zeigt eine technische Vereinfachung und Vergröberung im Vergleich zu den niederländischen Vorgängern. Der Stil zeichnet sich zudem durch eine eckigere und sehr farbige Darstellung dar. Die räumliche Komposition wurde aufgelöst und es entstanden eher flächenhafte, dekorative Arbeiten.

### Aufbewahrungsorte
Der Estherteppich befand sich vor dem Zweiten Weltkrieg im Besitz der Universität Greifswald. Es ist unklar wie er dorthin gelangt ist. Er wurde zuvor beim Croy-Fest ausgestellt, war jedoch kein Teil der Testamente der Croy-Familie. Der Teppich könnte aus dem Nachlass von Phillip I. stammen, jedoch wurde diese Theorie in älteren Quellen bereits widerlegt. Eine weitere Möglichkeit ist, dass der Teppich durch die Familie der Braut an die Universität gelangt ist, da diese bekannterweise finanzielle Unterstützer der Institution waren.
Als 1944/1945 abzusehen war, dass die sowjetischen Truppen Pommern besetzen würden, war man bemüht, die Kunst- und Kulturgüter der Universität abzutransportieren. Der Transport nach Göttingen wurde zunächst untersagt, woraufhin die Objekte nach Lübeck gelangten. 1951 kam der Estherteppich zusammen mit dem Croy-Teppich im Kunstgutlager Celle unter. Die Rückführung nach Greifswald gestaltete sich schwierig. Viele Nachfragen der Universität wurden ignoriert, wodurch die Teppiche erst fünf Jahre später wieder nach Greifswald gelangten. Am 8. Oktober 1956 kam es zur Rückführung der Objekte, pünktlich zur 500-Jahr-Feier der Universität Greifswald. Der Estherteppich befand sich in der Kustodie Greifswald, bevor er durch Nießbrauch erworben wurde. Seit 2005 ist er Teil der Dauerausstellung des Pommerschen Landesmuseum Greifswald. Er befindet sich in einer Glasvitrine gegenüber dem Croy-Teppich im Ausstellungsabschnitt zur Universitätsgeschichte.

## Kunsthistorische Forschung zum Objekt
Die Literatur, in der der Estherteppich rezipiert wird, stammt größtenteils aus der ersten Hälfte des 20. Jahrhunderts. Nach 1995 lässt sich eine tiefgehende Abhandlung des Teppichs nicht finden. In einer Publikation zu niederdeutschen Wandteppichen des 16. Jahrhunderts von Hermann Grotefend und Max Semrau aus dem Jahr 1912 findet sich ein detaillierter Beitrag zu historischen Hintergründen, Bildinhalten und Deutungen zur Darstellung. Grotefend und Semrau stellten die These auf, dass die Inschrift als Ester 5 , statt Ester 3  zu lesen ist, da im fünften Kapitel die gezeigte Audienzszene beschrieben wird. Heinrich Göbel führte eine weitere bedeutende Idee in die Forschung ein. Er bezeichnete den Estherteppich in einem Band zu Wandteppichen in west-, mittel-, ost- und norddeutschen, nord- und osteuropäischen Ländern von 1934 als Ausgangspunkt der dreigegliederten Darstellung bei bürgerlichen niederdeutschen Tapisserien. Der Kunstwert des Gobelins wird in dieser Ausführung kritisch betrachtet, aufgrund der künstlerischen Umsetzung und Technik. Im Überblickswerk von Dora Heinz zu europäischen Wandteppichen von 1963 wird der Estherteppich in einen kunsthistorischen Kontext gesetzt. Es wird genauer auf den niederdeutschen Stil der Bildwirkerei eingegangen. Birgit Dahlenburg veröffentlichte 1995 eine Abhandlung zu den Sammlungen der Universität Greifswald. Darin wird der Estherteppich inhaltlich beschrieben. Auch hier wird die Komposition und die anatomische Darstellung der Personen kritisiert und als unbeholfen beschrieben. Der Estherteppich findet zudem häufig neben dem Croy-Teppich Erwähnung. So auch in Horst-Diether Schröders Werk zur Geschichte des Croy-Teppichs von 2000. Darin werden die Aufbewahrungsorte des Estherteppichs während und nach dem Zweiten Weltkrieg beschrieben.